# Drobnocząstkowa materia organiczna
Drobnocząstkowa materia organiczna (ang. fine particulate organic matter FPOM) – frakcja martwej materii organicznej o cząstkach większych  niż 0,5 μm i mniejszych od 1 mm, będącą źródłem pokarmu dla filtratorów i zbieraczy.
Źródłem drobnocząstkowej materii organicznej w zbiornikach wodnych są:
- rozkład CPOM
- fekalia drobnych konsumentów
- bakteryjne wykorzystanie DOM
- fizyczne i chemiczne przemiany DOM
- odrywanie glonów peryfitonowych
- odrywanie warstw organicznych
- ściółka leśna i gleba
- brzeg i koryto cieku